# 王光辉 (1967年)
王光辉（1967年11月—），男，汉族，安徽岳西人，中华人民共和国政治人物，现任云南省人民检察院党组书记、检察长。